# Eucereon theophanes
Eucereon theophanes là một loài bướm đêm thuộc phân họ Arctiinae, họ Erebidae.